# Isididae
Isididae é uma família de corais da ordem Malacalcyonacea.

## Géneros
Seguem os gêneros da família:
- Hicksonella (Nutting, 1910)
- Isis (Lineu, 1758)
- Moltkia (Steenstrup, 1847 †)
- Rumphella (Bayer, 1955)